# Pulitzer-Preis 2012
Der Pulitzer-Preis 2012 war die 96. Verleihung des renommierten US-amerikanischen Literaturpreises. Die Bekanntgabe der Preisträger fand am 14. April 2012 statt. Es wurden Preise in 19 der 21 Kategorien im Bereich Journalismus und dem Bereich Literatur, Theater und Musik vergeben. Die Preise in der Kategorie Leitartikel und Belletristik wurde nicht vergeben, da kein Werk die Mehrheit der Stimmen erreichen konnte.
Die Jury bestand aus 20 Personen unter dem Vorsitz von Kathleen Carroll (Chefredakteurin der Associated Press), Ann Marie Lipinski (Kuratorin der Nieman Foundation of Journalism) und Jim Amoss (Redakteur von The Times-Picayune).

## Preisträger
| Kategorie                                                  | Preisträger                                                                   | Begründung |
| ---------------------------------------------------------- | ----------------------------------------------------------------------------- | --- |
| Dienst an der Öffentlichkeit (Public Service)              | The Philadelphia Inquirer                                                     | Preis verliehen für die Veröffentlichung der allgegenwärtigen Gewalt an Schulen in Philadelphia.                                                                                      |
| Aktuelle Berichterstattung (Breaking News Reporting)       | Mitarbeiter der Tuscaloosa News                                               | Preis verliehen für die Berichterstattung über einen Tornado und die Nutzung unterschiedlicher Kanäle wie Social Media und traditioneller Berichterstattung.                          |
| Investigativer Journalismus (Investigative Reporting)      | Matt Apuzzo, Adam Goldman, Eileen Sullivan und Chris Hawley, Associated Press | Preis verliehen für die Aufdeckung des rechtswidrigen Ausspähen der muslimischen Gemeinde durch das New Yorker Polizeidepartement.                                                    |
| Investigativer Journalismus (Investigative Reporting)      | Michael J. Berens und Ken Armstrong, The Seattle Times                        | Preis verliehen für die Berichterstattung über eine Gesundheitsbehörde in Washington, die Patienten von sicheren Schmerzmitteln auf Methadon umstellen lässt, da dieses billiger ist. |
| Hintergrundberichterstattung (Explanatory Reporting)       | David Kocieniewski, The New York Times                                        | Preis verliehen für die Berichterstattung über die Nutzung von Steuerschlupflöchern durch Unternehmen.                                                                                |
| Lokale Berichterstattung (Local Reporting)                 | Sara Ganim und die Mitarbeiter von The Patriot-News                           | Preis verliehen für die angemessene Berichterstattung über einen Sexskandal an der Penn State.                                                                                        |
| Berichterstattung im Inland (National Reporting)           | David Wood, The Huffington Post                                               | Preis verliehen für die Berichte über die psychische und physischen Folgen für Soldaten, resultierend aus den Einsätzen im Irak- und in Afghanistankrieg.                             |
| Auslandsberichterstattung (International Reporting)        | Jeffrey Gettleman, The New York Times                                         | Preis verliehen für die Berichterstattung über Hungersnöte und Konflikte in Ostafrika, die teilweise unter Lebensgefahr entstanden.                                                   |
| Feature Writing (Feature Writing)                          | Eli Sanders, The Stranger                                                     | Preis verliehen für eine Reportage über eine Frau, die einen Angriff überlebte, bei dem ihre Partner getötet wurde.                                                                   |
| Kommentar (Commentary)                                     | Mary Schmich, Chicago Tribune                                                 | Preis verliehen für die Kolumne, in der sich der Charakter und die Kultur von Chicago widerspiegelt.                                                                                  |
| Kritik (Criticism)                                         | Wesley Morris, The Boston Globe                                               | Preis verliehen für die Architekturkritiken, die verständlich formuliert sind und von Fachwissen zeugen.                                                                              |
| Leitartikel (Editorial Writing)                            | nicht vergeben                                                                | nicht vergeben |
| Karikatur (Editorial Cartooning)                           | Matt Wuerker, Politico                                                        | Preis verliehen für die Cartoons, die besonders die politischen Konflikte in Washington überzeichnen.                                                                                 |
| Aktuelle Fotoberichterstattung (Breaking News Photography) | Massoud Hossaini, Agence France-Presse                                        | Preis verliehen für eine Fotografie, die ein weinendes Mädchen nach einem Selbstmordanschlag in Kabul zeigt.                                                                          |
| Feature-Fotoberichterstattung (Feature Photography)        | Craig F. Walker, The Denver Post                                              | Preis verliehen für eine Reihe, die einen Kriegsveteran des Irakkriegs zeigt, der mit einer posttraumatischen Belastungsstörung kämpft.                                               |

| Kategorie                                                   | Preisträger |
| ----------------------------------------------------------- | --- |
| Belletristik (Fiction)                                      | nicht vergeben |
| Theater (Drama)                                             | Water by the Spoonful von Quiara Alegría Hudes                                                                    |
| Geschichte (History)                                        | Malcolm X: A Life of Reinvention von Manning Marable                                                              |
| Biographie oder Autobiographie (Biography or Autobiography) | George F. Kennan: An American Life von John Lewis Gaddis                                                          |
| Dichtung (Poetry)                                           | Life on Mars von Tracy K. Smith                                                                                   |
| Sachbuch (General Nonfiction)                               | The Swerve: How the World Became Modern (dt. Titel: Die Wende. Wie die Renaissance begann) von Stephen Greenblatt |
| Musik (Music)                                               | Silent Night: Opera in Two Acts von Kevin Puts                                                                    |